# Stampede Corral
Pour les articles homonymes, voir Stampede.

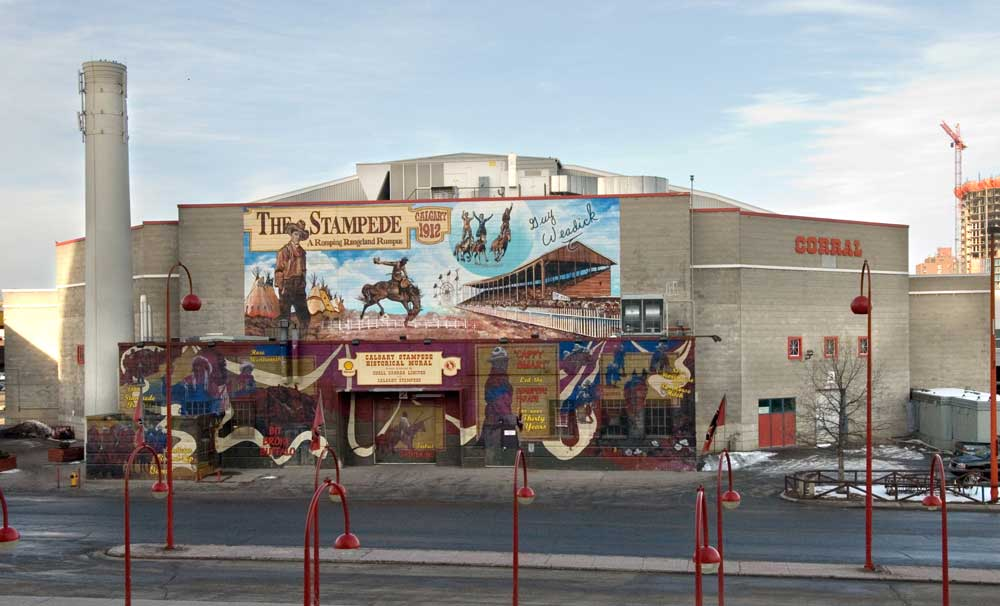
Stampede Corral

Le Stampede Corral est une salle omnisports située à Calgary en Alberta. L'amphithéâtre de 8 000 places est connu pour être le principal lieu des compétitions de rodéo du Calgary Stampede et aussi pour avoir été l'ancien domicile des Flames de Calgary au cours des premières années de l'équipe suite de son déménagement d'Atlanta.
L'édifice est démoli en 2021 pour faire agrandir le BMO Centre.

## Événements
- Championnats du monde de patinage artistique 1972
- Skate Canada 1973

## Site officiel
- Site officiel